# Істринський міський округ
Істринський район (рос. Истринский район) — адміністративно-територіальна одиниця і муніципальне утворення на північному заході Московської області Росії.
Адміністративний центр — місто Істра.

## Географія
Площа території району становить 126 897 га. Район межує з Красногорським, Солнечногорським, Клинським, Волоколамським, Рузьким і Одинцовським районами Московської області і з міським округом Восход.
Основна річка — Істра.

## Економіка
У районі налічується 20 великих промислових, 16 сільськогосподарських, 9 будівельних підприємств і близько 1000 підприємств малого бізнесу.
На сході району, поблизу села Павловська Слобода розвивається великий промисловий майданчик, на якому побудовані або перебувають в процесі будівництва ряд промислових підприємств, що належать іноземним (кондитерська фабрика Perfetti Van Melle, сироварня President, машинобудівні заводи Danfoss і Grundfos, виробництво гофрокартону та гофроупаковки істринчька філія ВАТ «Архбум») і російським інвесторам.